# Майерс, Гари
Гари Клейтон Майерс (англ. Gary Clayton Myers, родился 15 августа 1952 года в Линвуде, штат Калифорния) — американский писатель, работающий в жанрах фэнтези, фантастики и хоррора. Получил известность благодаря произведениям в стиле Говарда Филлипса Лавкрафта, расширив его вселенную «Мифов Ктулху».
Отец Майерса работал водителем автобуса в Лос-Анджелесе, мать — телефонисткой, позднее — медсестрой. Гари — самый старший из троих детей. В 7 лет без вести пропадает его отец. По сей день его судьба так и остаётся неизвестной.
В младших классах Гари был равнодушным ко всему ребёнком. Но в 12 лет он открыл для себя книги Герберта Уэллса, Эдгара Аллана По, Брэма Стокера, Артура Конан Дойла, Лорда Дансейни. Затем — Дж. Р. Р. Толкина, Роберта Говарда. В шестнадцать лет он прочитал Говарда Филлипса Лавкрафта. После чего решил сам сочинять произведения в духе «Мифов Ктулху».
Первый рассказ Майерса «Дом Червя» был написан в 1969 году. Тогда Гари отправил свою рукопись в издательство «Arkham House», надеясь на его публикацию. Ответ в виде контракта не заставил себя долго ждать. И практически сразу «Дом Червя», и несколько других рассказов Гари попадают в журнал «The Arkham Collector», где редактором работал Август Дерлет, друг Говарда Филлипса Лавкрафта и Кларка Эштона Смита.
В этом же году работы Майерса появились в серии антологий «Ballantine Adult Fantasy» и «The Year’s Best Fantasy Stories» под редакцией Лина Картера.
Благодаря своим книжным увлечениям Майерс почувствовал в себе тягу к искусству, собрался с силами и поступил в колледж в надежде стать преподавателем.
В 1974 ему присвоили степень бакалавра искусств в Университете Редлендса. После чего его амбиция стать учителем убавилась.
Он поступает в профессиональную школу, где изучает компьютерное программирование. Ему предложили хорошую работу на промышленном предприятии, он соглашается. И вплоть до пенсии Гари не меняет место работы.
В 80-х и 90-х годах произведения Майерса, в основном, появлялись в малотиражных журналах, таких как «Склеп Ктулху» (Crypt of Cthulhu), и в ряде антологий, посвящённых Лавкрафту, обычно под редакцией Роберта М. Прайса.
В 1994 году Майерс женился на Дженнифер Энн Макилви, писательнице и спикеру по теме аутизма.
В настоящее время Гари Майерс проживает в г. Фуллертон, Калифорния.

## Произведения
Первая полноценная книга Майерса «Дом Червя» (The House of the Worm) включала в себя коллекцию рассказов по «Мифам Ктулху», написанных в фантастической манере Лавкрафта и Лорда Дансейни. Книга была опубликована издательством «Arkham House» в 1975 году с иллюстрациями Аллана Сервосса.
Его вторая книга «Тёмная Мудрость: Новые Истории о Великих Древних» (Dark Wisdom: New Tales of the Old Ones), также представляла собой коллекцию рассказов по «Мифам Ктулху», но в более современной стилистике хоррора. Книга была опубликована «Mythos Books» в 2007 году и включала в себя иллюстрации самого Гари Майерса. В 2013 вышла вторая версия этой книги, но уже без иллюстраций. Публиковалась через CreateSpace.
Его третья книга «Страна Червя: Экскурсии за Стену Сна» (The Country of the Worm: Excursions Beyond the Wall of Sleep) по сути являлась расширенной версией «Дома Червя» и включала в себя тринадцать новых рассказов. Книга была опубликована через CreateSpace в 2013 году. Майерс продолжает расширять эту коллекцию, добавляя по одному рассказу в год. В начале 2019 года в книгу входил тридцать один рассказ.
Четвёртая книга «Серая Магия: Эпизод из Эйбона» — это его единственный полноценный, фантастический роман. Был опубликован в 2013 году через CreateSpace.
Пятая книга «Синдром Лавкрафта: Аспергеровская оценка жизни писателя» («Lovecraft’s Syndrome: An Asperger’s Appraisal of the Writer’s Life») была написана Майерсом в соавторстве со своей супругой — Дженнифер Макилви Майерс. Это первая биографическая работа Майерса. Она была также самостоятельно опубликована через CreateSpace в 2015 году.